# Raymond Heiners
Raymond Heiners (15 september 1962) is een Belgisch Duitstalig politicus voor de regionalistische partij ProDG.

## Biografie
Na het behalen van zijn middelbaar diploma en het doorlopen van zijn militaire dienstplicht, werkte Heiners van 1984 tot 2023 als bankbediende en klantenadviseur voor de Kredietbank en KBC. Sinds 2023 is hij zelfstandig vermogensadviseur voor Go 4 Values, een dienstverlener in vermogensbeleggingen.
Hij engageerde zich tevens in het verenigingsleven in Büllingen en werd politiek actief voor de partij ProDG. Voor deze partij zetelde hij van januari 2022 tot juni 2024 in het Parlement van de Duitstalige Gemeenschap. Bij de Duitstalige Gemeenschapsverkiezingen van juni 2024 werd Heiners niet herkozen.